# Діно Сані
Діно Сані (порт. Dino Sani, нар. 23 травня 1932, Сан-Паулу) — бразильський футболіст, що грав на позиції півзахисника. По завершенні ігрової кар'єри — тренер.
Виступав, зокрема, за клуби «Сан-Паулу» та «Мілан», а також національну збірну Бразилії.
Переможець Ліги Пауліста. Чемпіон Італії. Володар Кубка чемпіонів УЄФА.

## Клубна кар'єра
Народився 23 травня 1932 року в місті Сан-Паулу у сім'ї італійців Гаетано Сані та Марії Габріеллі. Вихованець футбольної школи клубу «Палмейрас». Дорослу футбольну кар'єру розпочав 1950 року в основній команді того ж клубу. Разом з ним у «Палмейрасі» розпочинав кар'єру Джино Орланду. Потім виступав у клубах «Парк Антарктіка», «15 ді Жау» та Комерчіаль (Сан-Паулу)".
Своєю грою за останню команду привернув увагу представників тренерського штабу клубу «Сан-Паулу», до складу якого приєднався 1956 року, повторивши шлях свого партнера по команді Джино Орланду, який за рік до цього перейшов до клубу з Сан-Паулу та досяг там значних успіхів. Відіграв за команду із Сан-Паулу наступні п'ять сезонів своєї ігрової кар'єри. Більшість часу, проведеного у складі «Сан-Паулу», був основним гравцем команди. У складі «Сан-Паулу» був одним з головних бомбардирів команди, маючи середню результативність на рівні 0,34 голу за гру першості. У 1957 році став переможцем ліги Пауліста. У «Сан-Паулу» виступав разом з Зізінью та Канотейру, згодом став одним з найкращих півзахисників в історії клубу.
У 1959 році «Бока Хуніорс» викупила за 1 мільйон доларів контракт Діну у «Сан-Паулу», а сам гравець став уже шостим бразильцем у тогочасному складі аргентинського клубу (у тому числі й з Пауло Валентіном).
У 1961 році, коли «Бока Хуніорс» стали вважати його ветераном, його продали до «Мілану», а вже через декілька днів він дебютував у футболці «росо-неро» у матчі проти «Ювентуса», витіснивши зі складу англійця зі складним характером, Джиммі Грівза. З тих пір й до моменту завершення чемпіонату, в якому Мілан святкував «скудетто» у сезоні 1961/62 років, вийшов на поле декілька разів. Вважався спадкоємцем Гуннар Грен, Сані з міланським клубом також виграв у Кубку європейських чемпіонів в 1963 році. Граючи у складі «Мілана» також здебільшого виходив на поле в основному складі команди.
Наприкінці сезону 1963/64 років був змушений повернутися до Бразилії, щоб одужати від хвороби, на яку Діно почав страждати виступаючи в Італії. Сані підписав контракт з «Корінтіансом», за команду якого виступав протягом 1964—1966 років. Протягом цього часу зіграв удвічі більше матчів, ніж у «Мілані», а також відзначився забитими м'ячами удвічі більше, ніж у футболці італійського клубу.

## Виступи за збірну
1957 року дебютував в офіційних матчах у складі національної збірної Бразилії. Протягом кар'єри у національній команді, яка тривала 10 років, провів у формі головної команди країни лише 15 матчів, забивши 1 м'ячів (крім цього, у товариських поєдинках зіграв 9 матчів та відзначився 3-ма голами).
У складі збірної був учасником Чемпіонату Південної Америки 1957 року у Перу, де разом з командою здобув «срібло», чемпіонату світу 1958 року у Швеції (на турнірі зіграв перші два поєдинки, після чого його замінив Зіто), здобувши того року титул чемпіона світу, Чемпіонату Південної Америки 1959 року в Аргентині, де разом з командою здобув «срібло», Чемпіонату Південної Америки 1959 року в Аргентині, де разом з командою здобув «срібло».
Під час своїх виступів в Італії, отримав запрошення до збірної Італії для участі в Чемпіонаті світу з футболу 1962 року, але Діно відмовився, очікуючи виклику до національної збірної Бразилії.

## Кар'єра тренера

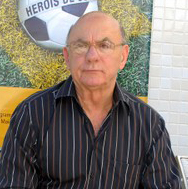
Діно Сані

Розпочав тренерську кар'єру, відразу після завершення кар'єри гравця, у 1969 році у клубі «Корінтіанс», але команду було дискваліфіковано через «сумнівні» матчі. Його робота була не дуже помітною, оскільки під його керівництвом команда завоювала регіональні трофеї, але бразильська федерація позитивно оцінила й напередодні початку чемпіонату світу з футболу 1970 року йому запропонувала замінити опального тренера Жоау Солданья біля керма національної збірної Бразилії. Але через дружні стосунки з останнім, Діно Сані відмовився від цієї пропозиції. Повернувшись до футболу після невеликої перерви, 1971 року, очоливши тренерський штаб клубу «Інтернасьйонал». Протягом трьох років поспіль разом з командою ставав переможцем чемпіонату, за його спогадами, це був найкращий досвід Діно у його тренерській кар'єрі. 1975 року став головним тренером команди «Палмейрас», тренував команду з Сан-Паулу лише один рік.
У 1978 році виграв чемпіонат Уругваю з «Пеньяролем», а потім він тренував збірну Катару, Якій він мав зарплатню приблизно в шістдесят мільйонів лір в місяць і майже вивів її на чемпіонаті світу 1990 року.
Згодом протягом 1981 року очолював тренерський штаб клубу «Фламенго». 1982 року прийняв пропозицію попрацювати у клубі «Флуміненсе». Залишив команду з Ріо-де-Жанейро 1982 року. Протягом одного року, починаючи з 1983 року, був головним тренером команди «Інтернасьйонал». 1984 року був запрошений керівництвом клубу «Бока Хуніорс» очолити його команду, з якою пропрацював протягом одного року.
Протягом тренерської кар'єри також очолював команди клубів «Гояс» та «Корітіба». Наразі останнім місцем тренерської роботи був клуб «Греміо», головним тренером команди якого Діно Сані був протягом 1991 року.

## Статистика виступів

### Статистика клубних виступів
| Сезон           | Команда         | Чемпіонат       | Чемпіонат | Чемпіонат | Національний кубок | Національний кубок | Національний кубок | Континентальні кубки | Континентальні кубки | Континентальні кубки | Інші змагання | Інші змагання | Інші змагання | Усього | Усього |
| Сезон           | Команда         | Ліга            | Ігор      | Голів     | Ліга               | Ігор               | Голів              | Ліга                 | Ігор                 | Голів                | Ліга          | Ігор          | Голів         | Ігор   | Голів  |
| --------------- | --------------- | --------------- | --------- | --------- | ------------------ | ------------------ | ------------------ | -------------------- | -------------------- | -------------------- | ------------- | ------------- | ------------- | ------ | ------ |
| 1961/62         | Мілан           | A               | 20        | 5         | КІ                 | -                  | -                  | КЯ                   | -                    | -                    | КД            | 2             | 3             | 22     | 8      |
| 1962/63         | Мілан           | A               | 24        | 6         | КІ                 | 1                  | -                  | КЧ                   | 6                    | 2                    | КД            | 3             | 1             | 33     | 9      |
| 1963/64         | Мілан           | A               | 20        | 3         | КІ                 | -                  | -                  | КЧ                   | 3                    | -                    | МКК           | -             | -             | 22     | 3      |
| Усього за Мілан | Усього за Мілан | Усього за Мілан | 64        | 14        |                    | 1                  | -                  |                      | 9                    | 2                    |               | 5             | 4             | 79     | 20     |

### Статистика виступів за збірну
| Дата      | Місто          | Господарі | Результат | Гості     | Турнір                              | Голи | Примітки |
| --------- | -------------- | --------- | --------- | --------- | ----------------------------------- | ---- | -------- |
| 28-3-1957 | Ліма           | Бразилія  | 2 – 3     | Уругвай   | Campeonato Sudamericano de Football | -    |          |
| 31-3-1957 | Ліма           | Бразилія  | 1 – 0     | Перу      | Campeonato Sudamericano de Football | -    |          |
| 3-4-1957  | Ліма           | Бразилія  | 0 – 3     | Аргентина | Campeonato Sudamericano de Football | -    |          |
| 4-5-1958  | Ріо-де-Жанейро | Бразилія  | 5 – 1     | Парагвай  | Coppa Oswaldo Cruz                  | -    |          |
| 7-5-1958  | Сан-Паулу      | Бразилія  | 0 – 0     | Парагвай  | Coppa Oswaldo Cruz                  | -    |          |
| 8-6-1958  | Uddevalla      | Бразилія  | 3 – 0     | Австрія   | ЧС 1958                             | -    |          |
| 11-6-1958 | Гетеборг       | Бразилія  | 0 – 0     | Англія    | ЧС 1958                             | -    |          |
| 4-4-1959  | Буенос-Айрес   | Аргентина | 1 – 1     | Бразилія  | Campeonato Sudamericano de Football | -    |          |
| 13-5-1959 | Ріо-де-Жанейро | Бразилія  | 2 – 0     | Англія    | Тов                                 | -    |          |
| 17-9-1959 | Ріо-де-Жанейро | Бразилія  | 7 – 0     | Чилі      | Coppa Bernardo O'Higgins            | 1    |          |
| 20-9-1959 | Ріо-де-Жанейро | Бразилія  | 1 – 0     | Чилі      | Coppa Bernardo O'Higgins            | -    |          |
| 29-4-1960 | El Cairo       | Єгипет    | 0 – 5     | Бразилія  | Тов                                 | -    |          |
| 26-5-1960 | Буенос-Айрес   | Аргентина | 4 – 2     | Бразилія  | Copa Roca                           | -    |          |
| 29-5-1960 | Буенос-Айрес   | Аргентина | 1 – 4     | Бразилія  | Copa Roca                           | -    |          |
| 8-6-1966  | Ріо-де-Жанейро | Бразилія  | 2 – 1     | Польща    | Тов                                 | -    |          |
| Усього    |                | Матчів    | 15        |           | Голів                               | 1    |          |

## Титули і досягнення

### Як гравця

#### Національні турніри
- Ліга Пауліста («Сан-Паулу»):
  -  Чемпіон (1): 1957

- Чемпіон Італії («Мілан»):
  -  Чемпіон (1): 1961/62

- Турнір Ріо-Сан-Паулу («Корінтіанс»)
  -  Чемпіон (1): 1966

#### Міжнародні турніри
- Кубка чемпіонів УЄФА («Мілан»):
  -  Володар (1): 1962/63

#### Збірні
- Чемпіонат світу
  -  Володар (1): 1958

- Срібний призер Чемпіонату Південної Америки: 1957, 1959 (Аргентина)

### Як тренера
- Ліга Гаушу
  -  Чемпіон (3): 1971, 1972, 1973